# تشم كاظم الأولى (عنافجة)
تشم كاظم الأولى (بالفارسية: چم‌خزام یک) هي قرية وتقع في إيران في قسم عنافجة الريفي. يقدر عدد سكانها بـ 115 نسمة .